# Гань
Гань (цзянсийский; кит. трад. 贛語, упр. 赣语) — один из китайских языков, традиционно считающийся диалектом китайского языка. Распространён в основном в провинции Цзянси, а также в некоторых районах провинций Хунань, Хубэй, Аньхой, Фуцзянь.

Китайские языки

## Классификация

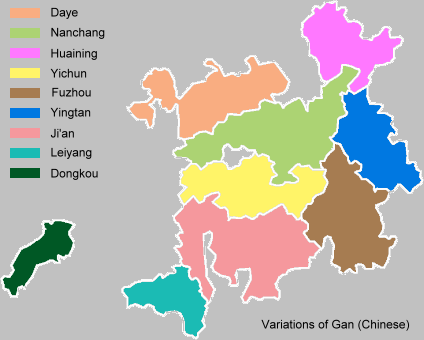
Ареал распространения диалектов языка гань

- — Сяньнинский (Дае) диалект 鹹寧話 — юго-восток провинции Хубэй (городской округ Сяньнин, уезд Дае городского округа Хуанши) и северо-восток провинции Хунань (уезды Юэян, Линьсян, Хуажун городского округа Юэян
- — Наньчанский диалект 南昌話 — северо-запад провинции Цзянси (г. Наньчан)
- — Хуайнинский диалект — юго-запад провинции Аньхой (уезды Хуайнин, Юэси, Цяньшань, Тайху и другие в городском округе Аньцин)
- — Ичуньский диалект 宜春話 — запад провинции Цзянси (городские округа Ичунь, Синьюй, Пинсян и другие)
- — Фучжоуский диалект 撫州話 — север и центр провинции Цзянси (городской округ Фучжоу) и юго-запад провинции Фуцзянь (уезды Цзяньнин, Тайнин городского округа Саньмин)
- — Интаньский диалект 鷹潭話 — северо-восток провинции Цзянси (городские округа Интань, Шанжао, Цзиндэчжэнь)
- — Цзианьский диалект 吉安話 — центр и юг провинции Цзянси
- — Лэйянский диалект — восток провинции Хунань (уезды Лэйян, Чаннин и другие в городском округе Хэнъян)
- — Дункоуский диалект 洞口話 — юго-запад провинции Хунань (уезды Дункоу, Синьнин, Лунхуэй городского округа Шаоян)

## Википедия на языке гань
Существует раздел Википедии на языке гань («Википедия на языке гань»), первая правка в нём была сделана в 2006 году. По состоянию на 21:48 (UTC) 19 марта 2025 года раздел содержит 6760 статей (общее число страниц — 34 309); в нём зарегистрирован 49 871 участник, двое из них имеют статус администратора; 26 участников совершили какие-либо действия за последние 30 дней; общее число правок за время существования раздела составляет 399 615.